# Hermann Jessen
Peter Johann Hermann Jessen (* 11. Dezember 1869 in Wien-Mariahilf; † 7. Januar 1942 in Graz) war ein österreichischer Opernsänger (Bariton).

## Leben
Jessen war des Sohn des aus Hürup in Holstein stammenden Lehrers Asmus Jessen und dessen Ehefrau Louise, geb. Newe. Er wurde am Konservatorium in Wien ausgebildet und debütierte 1898 in Troppau. Er kam 1899 nach Graz, wo seine erste Rolle der „Tell“ war. Er war ein Baritonist mit einem laut Ludwig Eisenberg prächtigen, wohllautenden und ausgezeichnet geschulten Organ. Seine Stimme hatte, so Eisenberg, eine dunkle Klangfärbung und ließ ihn vor allem für sichere, getragene Partien ganz besonders geeignet erscheinen, ja er leistete in solchen in der Tat oft Vollkommenes. Seine Vortragsart war edel, er verschmähte alles, was auf Effekt berechnet war, und verfehlte, wie Eisenberg zu Beginn des 20. Jahrhunderts schrieb, „noch nie“ im Publikum die Überzeugung zu erwecken, dass man es mit einem zukunftsreichen, vielversprechenden Sänger zu tun habe. Von seinen Leistungen hob Eisenberg den „Wotan“, „Hans Sachs“, „Nevers“, den „Jäger“ in „Nachtlager“ und „Lothario“ in „Mignon“ hervor.
Bis 1903 blieb Jessen in seinem Engagement am Grazer Theater, dann wechselte er ans Opernhaus von Riga. 1904 kehrte er aber nach Graz zurück.
Ende Mai 1907 war Jessen immer noch in Graz tätig, wurde aber zu einer Vorstellung nach Wien gerufen, nachdem der Sänger Weidemann erkrankt war. Auch am Zürcher Stadttheater hatte er 1907 einen Gastauftritt.
1908 wurde er in der Zeitschrift Die Musik als „Grazer Heldenbariton“ erwähnt, nachdem er in Klagenfurt bei einem Kompositionsabend Eduard Bornscheins aufgetreten war. Von 1907 bis 1911 hatte er auch Gastauftritte an der Wiener Hofoper, 1910 bis 1911 noch einmal ein Engagement in Graz.
Bei Liederabenden in Graz gab er unter anderem Werke der jungen Komponisten Joseph Marx und Ludwig Frischenschlager zum Besten. Mit Martha Winternitz-Dorda sang er bei einer Aufführung der Schöpfung von Joseph Haydn das Adam-und-Eva-Duett laut Viktor Pessiak „mit hinreißender, liebenswürdiger Wärme“. 1912 gab er zusammen mit dem Pianisten Ernst Décsey Liederabende.
Noch 1920 lebte Hermann Jessen in Graz und trat gelegentlich auf.